# Lobocleta refractaria
Lobocleta refractaria är en fjärilsart som beskrevs av Grossbeck 1917. Lobocleta refractaria ingår i släktet Lobocleta och familjen mätare. Inga underarter finns listade i Catalogue of Life.